# 리비아 요리

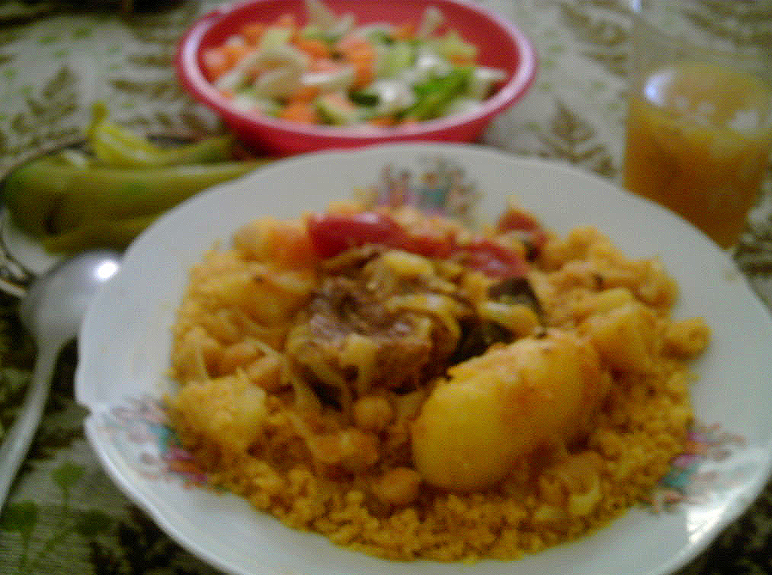
쿠스쿠스

리비아 요리(Libya 料理, 아랍어: مطبخ ليبي 마트바크 리비이[*])는 북아프리카 마그레브 지역에 있는 리비아의 요리이다. 아랍 세계 문화와 지중해, 이탈리아 요리의 영향을 많이 받은 요리이다. 리비아에서 이탈리아가 점령하는 동안 파스타가 주요 메뉴의 위치로 등극했으며 마카로니의 소비도 늘어났다.
가장 대중적인 음식은 쿠스쿠스로서 시리얼을 끓여서 대개는 보리나 밀로 요리하고 고기와 감자를 넣어 끓이는 것이다. 고기는 대개 양고기이지만 가끔씩 닭고기도 쓴다. 리비아는 올리브와 샤르바가 많이 나는데 샤르바는 리비아 요리의 매운 듯한 맛을 내는 중요 재료이다. 지중해 연안의 국가이기에 과일이나 채소가 많이 식사 비중을 차지한다.
샤르바는 재료이기도 하지만 리바아의 매운 수프이름이기도 하다. 보리와 소금, 물로 만드는 딱딱한 반죽인 바젠이라는 요리도 있다. 리비아 사람들은 금요일에는 대개 해변으로 나들이를 즐기지만 이를 빼고는 거의 집에서 식사를 해결한다. 개붑누 식당이나 카페는 외국인이 사용할 정도다. 시당의 메뉴판은 리비아 요리뿐 아니라 중동 요리를 중심으로 다변화되고 있으며 규모가 큰 호텔일수록 아주 다양하다.
알코올이 들어간 음료, 즉 술은 리비아에서 엄금되어 있다. 따라서 자체적으로 증류를 해서 술을 만드는 것도 불법이며 만든다고 해도 좋은 질의 술이 생산되기 어렵다. 광천수나 생수가 많이 소비되며 소다 음료처럼 흔히 판매된다. 리비아에서 차를 마실 때는 작고 기다란 잔에 따라서 마시며 민트나 땅콩을 같이 먹는다. 영국이나 미국의 커피가 많이 유입됐다.

## 같이 보기
- 마그레브 요리
- 아랍 요리
- 지중해 요리